# Chasing Daylight
Chasing Daylight är Sister Hazels fjärde studioalbum, utgivet 4 februari 2003. 

## Låtlista
1. "Your Mistake"
2. "Come Around"
3. "One Love"
4. "Best I'll Ever Be"
5. "Life Got In the Way"
6. "Everybody"
7. "Swan Dive"
8. "Killing Me Too"
9. "Sword And Shield"
10. "Hopeless"
11. "Effortlessly"
12. "Can't Believe"